# Alfred Leonard Matsson
Alfred Leonard Matsson, född 10 september 1847 i Stockholm, död 24 november 1901 på samma ort, var en svensk konsthandlare och möbelritare.
Matsson var elev vid Tekniska skolan i Stockholm och åren 1858–1862 vid Fria konsternas akademi. Han var konsthandlare i Stockholm från 1878 och ägde en välkänd antikvitets- och konsthandel vid Beridarebansgatan samt anlade 1890 en snickeriverkstad för tillverkning av konstmöbler. Matsson är representerad vid bland annat Hallwylska museet.